# Libnotes ferruginata
Libnotes ferruginata là một loài ruồi trong họ Limoniidae. Chúng phân bố ở miền Australasia.